# Sinnadurai Vellupillai
Sinnadurai Vellupillai (ur. 13 kwietnia 1926 w Selangorze) – singapurski hokeista na trawie, olimpijczyk.
Uczestnik Letnich Igrzysk Olimpijskich 1956. Reprezentował Singapur w pięciu meczach (nie grał tylko w meczu z Nową Zelandią), nie strzelił jednak żadnego gola. Jego reprezentacja zajęła finalnie ósme miejsce w stawce 12 zespołów. 
Uprawiał także piłkę nożną.